# Alzoniella manganellii
Alzoniella manganellii е вид охлюв от семейство Hydrobiidae. Видът е почти застрашен от изчезване.

## Разпространение
Разпространен е в Италия.